# Friedrich Heinrich Himmel

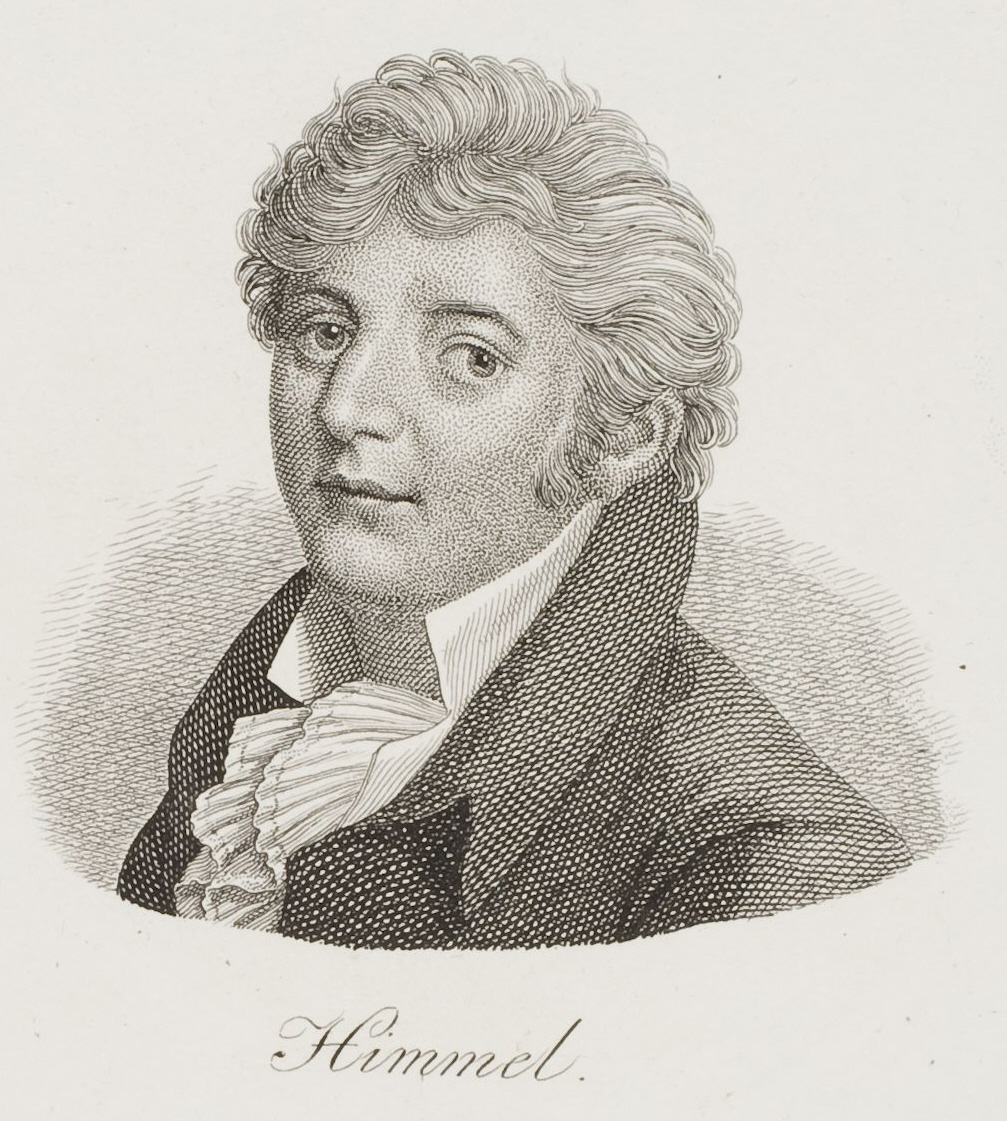
Friedrich Heinrich Himmel

Friedrich Heinrich Himmel (* 20. November 1765 in Treuenbrietzen, Mark Brandenburg; † 8. Juni 1814 in Berlin) war ein deutscher Komponist und Pianist.

## Leben
Christian Friedrich war Sohn eines 1724 in Eisenach geborenen markgräflichen Kammerdieners und späteren Gastwirts und Bierbrauers sowie der aus Strausberg stammenden Johanna Christiane Elisabeth Ebel (1730–1787). Sein musikalisches Talent wurde früh erkannt, als Knabe erhielt er in seiner Heimatstadt Orgel- und Klavierunterricht bei dem dortigen Organisten.
Himmel studierte seit 1785 in Halle Theologie, tat sich dort aber hauptsächlich als Klaviervirtuose hervor. Er bewarb sich als Feldprediger nach Potsdam, was ihm die Möglichkeit verschaffte vor dem preußischen König Friedrich Wilhelm II. zu spielen, der selbst ein leidenschaftlicher Cellist war.
Dieser war von seinen Fähigkeiten beeindruckt und ermöglichte Himmel über ein Stipendium, in Dresden bei Johann Gottlieb Naumann Musik zu studieren. Nachdem er in Berlin im Jahr 1792 sein Oratorium Isaak aufführen konnte, ernannte ihn der König zum Kammerkomponisten und erlaubte ihm gleichzeitig, nach Italien zu gehen, um mehrere Opern aufzuführen. Nach seiner Rückkehr wurde er 1795 an Johann Friedrich Reichardts Stelle zum königlichen Kapellmeister ernannt. 1798/1800 war Friedrich Heinrich Himmel in Russland.
Erfolgreich und beeindruckend war er vor allem als Klaviervirtuose, was ihm 1801/06 wieder in Berlin auch weiterhin die Gunst Friedrich Wilhelms II., seiner Familie und dessen Kämmerer verschaffte. Diese versuchte er sich durch Intrigen zu erhalten. Aufgrund seiner aufwendigen und unsoliden Lebensführung war er ständig in Geldschwierigkeiten, deshalb begegnete er am Hofe auch offener Feindschaft, ihm wurde Liederlichkeit und Trunk vorgeworfen.
Als Komponist war er nur mäßig erfolgreich; sein schon von seinen Zeitgenossen häufig als oberflächlich betrachtetes Werk umfasst einige Opern und Singspiele, zahlreiche Lieder, Klavierstücke und auch wenige Orchesterwerke. Lediglich die Operette Fanchon, das Leyermädchen (Text von August von Kotzebue nach einem französischen Vaudeville) konnte an den deutschen Bühnen einigen Erfolg verzeichnen. Besondere Beachtung verdient das Werk Die Sylphen, Zauberoper in drei Akten (Premiere 14. April 1806). Der Text zu dieser von der Romantik stark beeinflussten Oper stammt von Ludwig Robert, dem Bruder von Rahel Varnhagen. Das Werk wurde zwar nur fünf Mal in Berlin gespielt, fand aber bei der Kritik viel Aufmerksamkeit. Himmels Werke verschwanden gegen Mitte des 19. Jahrhunderts von den Spielplänen, auch fanden einige seiner vorwiegend patriotisch und religiös gehaltenen Lieder im 19. Jahrhundert Eingang in Schulliederbücher. Im Ausland blieb er weitgehend unbekannt.
Er unternahm zahlreiche Konzertreisen etwa nach Italien, St. Petersburg und Stockholm, immer in der Absicht, sich durch Aufführung seiner Kompositionen Ansehen und Einkommen zu verschaffen. Auch dies war nur von mäßigem Erfolg. Beethoven, der ihn während seines Aufenthalts in Berlin kennenlernte, urteilte über ihn: Er besitze ein ganz artiges Talent, weiter aber nichts.
Himmel war Freimaurer; er war u. a. 1807 bei der Aufnahme von Louis Spohr in die Loge Ernst zum Compaß in Gotha anwesend.
Friedrich Heinrich Himmel starb nach längerer Krankheit am 8. Juni 1814 im Alter von 48 Jahren in Berlin an der Wassersucht. Beigesetzt wurde er am 10. Juni auf dem Friedhof der Dorotheenstädtischen und Friedrichswerderschen Gemeinden an der Chausseestraße. Das Grab ist nicht erhalten.

## Werke (Auswahl)

### Opern
- Isaac ein Vorbild des Erlösers (1792)
- Il primo navigatore, Pastoral (1794)
- La morte di Semiramide, Neapel (1795)
- Alessandro (Petersburg)
- Vasco da Gama (1801)
- Frohsinn und Schwärmerei (1801)
- Fanchon oder das Leyermädel, Singspiel (1804)
- Die Sylphen (1808)
- Der Kobold, Singspiel (1814)

### Kantaten
- La danza, „Cantata a due voci“ (1788)
- Das Vertrauen auf Gott, eine Cantate von Heinrich Julius Tode Prediger in Pritziger auf Befehl Ihro Durchlaucht der regirenden Herzogin von Mecklenburg=Schwerin in Music gesetzt von Fr: Hr: Himmel. Abschrift von 1797, Stadtbibliothek Lübeck

### Lieder
- An Alexis send ich dich
- Psalm, | aus allen Psalmen Davids | gewählt, in Musik gesetzt, | und | Sr: Majestät | Meinem allergnädigsten Monarchen, | als ein Opfer der reinsten Dankbarkeit | zu | Allerhöchst dero Geburts=Feier | am 25 sten Septbr 1795 | zu Füßen gelegt. (Digitalisat, Stadtbibliothek Lübeck)
- Vaterunser
- Gebet während der Schlacht: „Vater ich rufe dich!“
- Die Blumen und der Schmetterling, Liederzyklus
- Es kann ja nicht immer so bleiben, 1802 (Vertonung eines Gedichtes von August von Kotzebue)